# Frankie Musonda
Frankie Chisenga Musonda (Bedford, 12 dicembre 1997) è un calciatore inglese naturalizzato zambiano, difensore dell'Ayr Utd e della nazionale zambiana.

## Carriera

### Club
Cresciuto nel settore giovanile del Luton Town, ha esordito in prima squadra il 23 gennaio 2016, disputando l'incontro di Football League Two vinto per 0-2 sul campo del Mansfield Town. Nel corso degli anni, fa la spola tra il Luton Town (con cui nel corso degli anni totalizza 14 presenze, la maggior parte delle quali nel Football League Trophy ed un gol tra tutte le competizioni ufficiali) e in prestito con vari club della quinta e della sesta divisione inglese. Nel 2020 viene acquistato a titolo definitivo dai Raith Rovers, società militante nella seconda divisione scozzese.

### Nazionale
Il 27 marzo 2021 ha esordito con la nazionale zambiana giocando l'amichevole vinta per 3-1 contro la Rep. del Congo, trovando anche la sua prima rete con la maglia della nazionale.

## Statistiche

### Presenze e reti nei club
Statistiche aggiornate al 7 giugno 2022.
| Stagione            | Squadra         | Campionato      | Campionato | Campionato | Coppe nazionali | Coppe nazionali | Coppe nazionali | Coppe continentali | Coppe continentali | Coppe continentali | Altre coppe | Altre coppe | Altre coppe | Totale | Totale |
| Stagione            | Squadra         | Comp            | Pres       | Reti       | Comp            | Pres            | Reti            | Comp               | Pres               | Reti               | Comp        | Pres        | Reti        | Pres   | Reti   |
| ------------------- | --------------- | --------------- | ---------- | ---------- | --------------- | --------------- | --------------- | ------------------ | ------------------ | ------------------ | ----------- | ----------- | ----------- | ------ | ------ |
| 2015-2016           | Luton Town      | FL2             | 3          | 0          | FACup+CdL       | 0               | 0               |                    | -                  | -                  | FLT         | 0           | 0           | 3      | 0      |
| 2016-mar. 2017      | Luton Town      | FL2             | 0          | 0          | FACup+CdL       | 0               | 0               |                    | -                  | -                  | FLT         | 5           | 1           | 5      | 1      |
| mar.-apr. 2017      | Braintree Town  | NL              | 3          | 0          | FACup           | -               | -               |                    | -                  | -                  | FAT         | -           | -           | 3      | 0      |
| 2017-feb. 2018      | Luton Town      | FL2             | 0          | 0          | FACup+CdL       | 0               | 0               |                    | -                  | -                  | FLT         | 4           | 0           | 4      | 0      |
| feb.-mar. 2018      | Oxford City     | NLS             | 12         | 1          | FACup           | -               | -               |                    | -                  | -                  | FAT         | -           | -           | 12     | 1      |
| set. 2018           | Luton Town      | FL1             | 0          | 0          | FACup+CdL       | -               | -               |                    | -                  | -                  | FLT         | 1           | 0           | 1      | 0      |
| ott.-nov. 2018      | Oxford City     | NLS             | 5          | 1          | FACup           | 2               | 0               |                    | -                  | -                  | FAT         | -           | -           | 7      | 1      |
| nov. 2018-gen. 2019 | Luton Town      | FL1             | 0          | 0          | FACup+CdL       | -               | -               |                    | -                  | -                  | FLT         | 1           | 0           | 1      | 0      |
| gen.-mag. 2019      | Hemel H. Town   | NLS             | 11         | 2          | FACup           | -               | -               |                    | -                  | -                  | FAT         | 2           | 0           | 13     | 2      |
| 2019-gen. 2020      | St Albans City  | NLS             | 11         | 1          | FACup           | 0               | 0               |                    | -                  | -                  | FAT         | 0           | 0           | 11     | 1      |
| mar.-giu. 2020      | St Albans City  | NLS             | 2          | 0          | FACup           | -               | -               |                    | -                  | -                  | FAT         | -           | -           | 2      | 0      |
| 2020-2021           | Raith Rovers    | SC              | 22         | 3          | CS+CdL          | 2+2             | 0               |                    | -                  | -                  |             | -           | -           | 26     | 3      |
| 2021-2022           | Raith Rovers    | SC              | 18         | 0          | CS+CdL          | 3+0             | 0               |                    | -                  | -                  |             | -           | -           | 21     | 0      |
| Totale carriera     | Totale carriera | Totale carriera | 87         | 8          |                 | 9               | 0               |                    | -                  | -                  |             | 13          | 1           | 109    | 9      |

### Cronologia presenze e reti in nazionale
| Cronologia completa delle presenze e delle reti in nazionale ― Zambia | Cronologia completa delle presenze e delle reti in nazionale ― Zambia | Cronologia completa delle presenze e delle reti in nazionale ― Zambia | Cronologia completa delle presenze e delle reti in nazionale ― Zambia | Cronologia completa delle presenze e delle reti in nazionale ― Zambia | Cronologia completa delle presenze e delle reti in nazionale ― Zambia | Cronologia completa delle presenze e delle reti in nazionale ― Zambia | Cronologia completa delle presenze e delle reti in nazionale ― Zambia |
| Data                                                                  | Città                                                                 | In casa                                                               | Risultato                                                             | Ospiti                                                                | Competizione                                                          | Reti                                                                  | Note                                                                  |
| --------------------------------------------------------------------- | --------------------------------------------------------------------- | --------------------------------------------------------------------- | --------------------------------------------------------------------- | --------------------------------------------------------------------- | --------------------------------------------------------------------- | --------------------------------------------------------------------- | --------------------------------------------------------------------- |
| 25-3-2022                                                             | Adalia                                                                | Zambia                                                                | 3 – 1                                                                 | Rep. del Congo                                                        | Amichevole                                                            | 1                                                                     |                                                                       |
| 27-3-2022                                                             | Adalia                                                                | Zambia                                                                | 1 – 2                                                                 | Benin                                                                 | Amichevole                                                            | -                                                                     | 72’                                                                   |
| 3-6-2022                                                              | Yamoussoukro                                                          | Costa d'Avorio                                                        | 3 – 1                                                                 | Zambia                                                                | Qual. Coppa d'Africa 2023                                             | -                                                                     |                                                                       |
| 7-6-2022                                                              | Lusaka                                                                | Zambia                                                                | 2 – 1                                                                 | Comore                                                                | Qual. Coppa d'Africa 2023                                             | -                                                                     |                                                                       |
| 23-9-2022                                                             | Bamako                                                                | Mali                                                                  | 1 – 0                                                                 | Zambia                                                                | Amichevole                                                            | -                                                                     |                                                                       |
| 26-9-2022                                                             | Bamako                                                                | Mali                                                                  | 0 – 0                                                                 | Zambia                                                                | Amichevole                                                            | -                                                                     |                                                                       |
| 23-3-2023                                                             | Ndola                                                                 | Zambia                                                                | 3 – 1                                                                 | Lesotho                                                               | Qual. Coppa d'Africa 2023                                             | -                                                                     |                                                                       |
| 26-3-2023                                                             | Soweto                                                                | Lesotho                                                               | 0 – 2                                                                 | Zambia                                                                | Qual. Coppa d'Africa 2023                                             | -                                                                     |                                                                       |
| 17-6-2023                                                             | Ndola                                                                 | Zambia                                                                | 3 – 0                                                                 | Costa d'Avorio                                                        | Qual. Coppa d'Africa 2023                                             | -                                                                     |                                                                       |
| 9-9-2023                                                              | Moroni                                                                | Comore                                                                | 1 – 1                                                                 | Zambia                                                                | Qual. Coppa d'Africa 2023                                             | -                                                                     |                                                                       |
| 9-1-2024                                                              | Gedda                                                                 | Zambia                                                                | 1 – 1                                                                 | Camerun                                                               | Amichevole                                                            | -                                                                     | 46’                                                                   |
| 17-1-2024                                                             | San-Pédro                                                             | RD del Congo                                                          | 1 – 1                                                                 | Zambia                                                                | Coppa d'Africa 2023 - 1º turno                                        | -                                                                     |                                                                       |
| 21-1-2024                                                             | San-Pédro                                                             | Zambia                                                                | 1 – 1                                                                 | Tanzania                                                              | Coppa d'Africa 2023 - 1º turno                                        | -                                                                     |                                                                       |
| 24-1-2024                                                             | San-Pédro                                                             | Zambia                                                                | 0 – 1                                                                 | Marocco                                                               | Coppa d'Africa 2023 - 1º turno                                        | -                                                                     |                                                                       |
| 7-6-2024                                                              | Agadir                                                                | Marocco                                                               | 2 – 1                                                                 | Zambia                                                                | Qual. Mondiali 2026                                                   | -                                                                     |                                                                       |
| 11-6-2024                                                             | Ndola                                                                 | Zambia                                                                | 0 – 1                                                                 | Tanzania                                                              | Qual. Mondiali 2026                                                   | -                                                                     |                                                                       |
| 15-10-2024                                                            | Yaoundé                                                               | Ciad                                                                  | 0 – 1                                                                 | Zambia                                                                | Qual. Coppa d'Africa 2025                                             | -                                                                     | 90+2’                                                                 |
| 15-11-2024                                                            | Ndola                                                                 | Zambia                                                                | 1 – 0                                                                 | Costa d'Avorio                                                        | Qual. Coppa d'Africa 2025                                             | -                                                                     | 89’                                                                   |
| 19-11-2024                                                            | Monrovia                                                              | Sierra Leone                                                          | 0 – 2                                                                 | Zambia                                                                | Qual. Coppa d'Africa 2025                                             | -                                                                     |                                                                       |
| Totale                                                                |                                                                       | Presenze                                                              | 19                                                                    |                                                                       | Reti                                                                  | 1                                                                     |                                                                       |

## Palmarès

### Club

#### Competizioni nazionali
- Scottish Challenge Cup: 1

Raith Rovers: 2021-2022